# BellSouth Open 1996
L'Heineken Open 1996  è stato un torneo di tennis giocato sul cemento. È stata la 40ª edizione dell'Heineken Open,che fa parte della categoria World Series nell'ambito dell'ATP Tour 1996. Si è giocato all'ASB Tennis Centre di Auckland in Nuova Zelanda dall'8 al 15 gennaio 1996.

## Campioni

### Singolare
Jiří Novák ha battuto in finale  Brett Steven con il punteggio di 6–4, 6–4

### Doppio
Marcos Ondruska /  Jack Waite hanno battuto in finale  Jonas Björkman /  Brett Steven per walkover